# Gabriel Acacius Coussa
Gabriel Acacius Coussa, (ur. 3 sierpnia 1897 w Aleppo (Syria), zm. 29 lipca 1962 w Rzymie) – syryjski duchowny Kościoła Melchickiego, kardynał, sekretarz Kongregacji ds. Kościołów Wschodnich.

## Życiorys
Święcenia kapłańskie otrzymał 20 grudnia 1920 roku w Rzymie. 3 marca 1946 roku Pius XII mianował go sekretarzem Papieskiej Komisji ds. Autentycznej Interpretacji Kodeksu Prawa Kanonicznego. 15 stycznia 1953 roku mianowany asesorem w Kongregacji ds. Kościołów Wschodnich. 26 lutego 1961 roku Jan XXIII mianował go arcybiskupem tytularnym Gerapoli in Siria obrządku grecko-melchickiego i sakrę biskupią przyjął 16 kwietnia 1961 roku z rąk papieża w Kaplicy Sykstyńskiej, zaś 4 sierpnia 1961 roku mianowany prosekretarzem Kongregacji ds. Kościołów Wschodnich. Na konsystorzu 19 marca 1962 roku Jan XXIII wyniósł go do godności kardynalskiej z tytułem prezbitera Sant’Atanasio, a pięć dni później 24 marca 1962 roku został sekretarzem Kongregacji ds. Kościołów Wschodnich. Po czterech miesiącach od nominacji 29 lipca 1962 roku zmarł w rzymskim szpitalu Salvator Mundi. Pochowano go na cmentarzu w Campo Verano.